# 名古新太郎
名古 新太郎（なご しんたろう、1996年4月17日 - ）は、熊本県天草市生まれ、大阪府大阪市出身のプロサッカー選手。Jリーグ・アビスパ福岡所属。ポジションはミッドフィールダー（MF）。

## 来歴
幼稚園年中から豊里SCでサッカーを始め、小学校4年から中学校時代まで大阪東淀川FCに所属。静岡学園高校では3年次に背番号10を背負い、主将であった石渡旭や当時2年の旗手怜央、薩川淳貴、鹿沼直生、1年生GK山ノ井拓己らとともに全国高校サッカー選手権に出場。初戦となった2回戦で佐賀東高校を6-0で下し、3回戦では夏の全国高校総体優勝を果たしていた東福岡高校を3-0で破り、8強入りに貢献した。
大会を通じて優秀選手の一人に選ばれた。
順天堂大学在学中の2017年、ユニバーシアード日本代表に選出され、台北で行われた2017年夏季ユニバーシアードで金メダルを獲得した。11月、2019年からの鹿島アントラーズ加入が内定し、Jリーグ史上最速で仮契約を締結。
2018年3月、正式に加入内定が発表された。同年5月、特別指定選手に承認され、鹿島に選手登録された。8月11日、第21節アウェー名古屋グランパス戦でプロデビューを果たしたが、チームは敗れた。
2019年より鹿島アントラーズに入団した。6月14日、第15節のセレッソ大阪戦でリーグ戦初出場を果たした。9月4日、ルヴァンカップ準々決勝・浦和レッズ戦でプロ初ゴールを記録した。
2020年12月23日、湘南ベルマーレに期限付き移籍加入することが発表された。
2021年12月28日、鹿島アントラーズへの復帰が発表された。
2024年5月、4得点3アシストはJ1で月間1位の記録だった。
2024年12月18日、アビスパ福岡への完全移籍が発表された。

## 所属クラブ
- 1999年 - 2004年 豊里SC
- 2005年 - 2010年 大阪東淀川FC
- 2011年 - 2013年 静岡学園高等学校
- 2014年 - 2017年 順天堂大学
  - 2018年5月 - 同年12月  鹿島アントラーズ (特別指定選手)
- 2019年 - 2024年  鹿島アントラーズ
  - 2021年  湘南ベルマーレ (期限付き移籍)
- 2025年 -  アビスパ福岡

## 個人成績
| 国内大会個人成績 | 国内大会個人成績 | 国内大会個人成績 | 国内大会個人成績 | 国内大会個人成績 | 国内大会個人成績 | 国内大会個人成績 | 国内大会個人成績 | 国内大会個人成績 | 国内大会個人成績 | 国内大会個人成績 | 国内大会個人成績 |
| 年度             | クラブ           | 背番号           | リーグ           | リーグ戦         | リーグ戦         | リーグ杯         | リーグ杯         | オープン杯       | オープン杯       | 期間通算         | 期間通算         |
| 年度             | クラブ           | 背番号           | リーグ           | 出場             | 得点             | 出場             | 得点             | 出場             | 得点             | 出場             | 得点             |
| 日本             | 日本             | 日本             | 日本             | リーグ戦         | リーグ戦         | リーグ杯         | リーグ杯         | 天皇杯           | 天皇杯           | 期間通算         | 期間通算         |
| ---------------- | ---------------- | ---------------- | ---------------- | ---------------- | ---------------- | ---------------- | ---------------- | ---------------- | ---------------- | ---------------- | ---------------- |
| 2015             | 順大             | 29               | -                | -                | -                | -                | -                | 1                | 1                | 1                | 1                |
| 2018             | 鹿島             | 37               | J1               | 1                | 0                | 0                | 0                | -                | -                | 1                | 0                |
| 2019             | 鹿島             | 30               | J1               | 15               | 0                | 3                | 1                | 5                | 0                | 23               | 1                |
| 2020             | 鹿島             | 30               | J1               | 8                | 0                | 1                | 0                | -                | -                | 9                | 0                |
| 2021             | 湘南             | 20               | J1               | 19               | 3                | 3                | 0                | 1                | 0                | 23               | 3                |
| 2022             | 鹿島             | 30               | J1               | 5                | 0                | 0                | 0                | 1                | 0                | 6                | 0                |
| 2023             | 鹿島             | 30               | J1               | 14               | 1                | 2                | 0                | 1                | 0                | 17               | 1                |
| 2024             | 鹿島             | 30               | J1               | 36               | 5                | 1                | 0                | 4                | 0                | 41               | 5                |
| 2025             | 福岡             | 14               | J1               |                  |                  |                  |                  |                  |                  |                  |                  |
| 通算             | 日本             | 日本             | J1               | 98               | 9                | 10               | 1                | 12               | 0                | 120              | 10               |
| 通算             | 日本             | 日本             | 他               | -                | -                | -                | -                | 1                | 1                | 1                | 1                |
| 総通算           | 総通算           | 総通算           | 総通算           | 98               | 9                | 10               | 1                | 13               | 1                | 121              | 11               |

- 2018年は特別指定選手

| 国際大会個人成績 | 国際大会個人成績 | 国際大会個人成績 | 国際大会個人成績 | 国際大会個人成績 |
| 年度             | クラブ           | 背番号           | 出場             | 得点             |
| AFC              | AFC              | AFC              | ACL              | ACL              |
| ---------------- | ---------------- | ---------------- | ---------------- | ---------------- |
| 2019             | 鹿島             | 30               | 6                | 0                |
| 通算             | AFC              | AFC              | 6                | 0                |

出場歴
- 公式戦初得点 - 2019年9月4日 JリーグYBCルヴァンカップ準々決勝第1戦 vs浦和レッズ (埼玉スタジアム2002)
- Jリーグ初出場 - 2018年8月11日 J1第21節 vs名古屋グランパス (豊田スタジアム)
- Jリーグ初得点 - 2021年3月13日 J1第4節 vsベガルタ仙台 (レモンガススタジアム平塚)

## タイトル

### 代表
ユニバーシアード日本代表
- 夏季ユニバーシアード（2017年）

### 個人
- 全国高等学校サッカー選手権大会・優秀選手（2015年）
- 関東大学サッカーリーグ戦・ベストイレブン（2017年、2018年）

## 代表歴
- 全日本大学選抜
  - デンソーカップサッカー（2016年、2017年、2018年）
- ユニバーシアード日本代表
  - 2017年夏季ユニバーシアード（2017年）